# Tumbaya
Tumbaya é uma cidade da Argentina, localizada na província de Jujuy